# Bibliothek für Zeitgeschichte

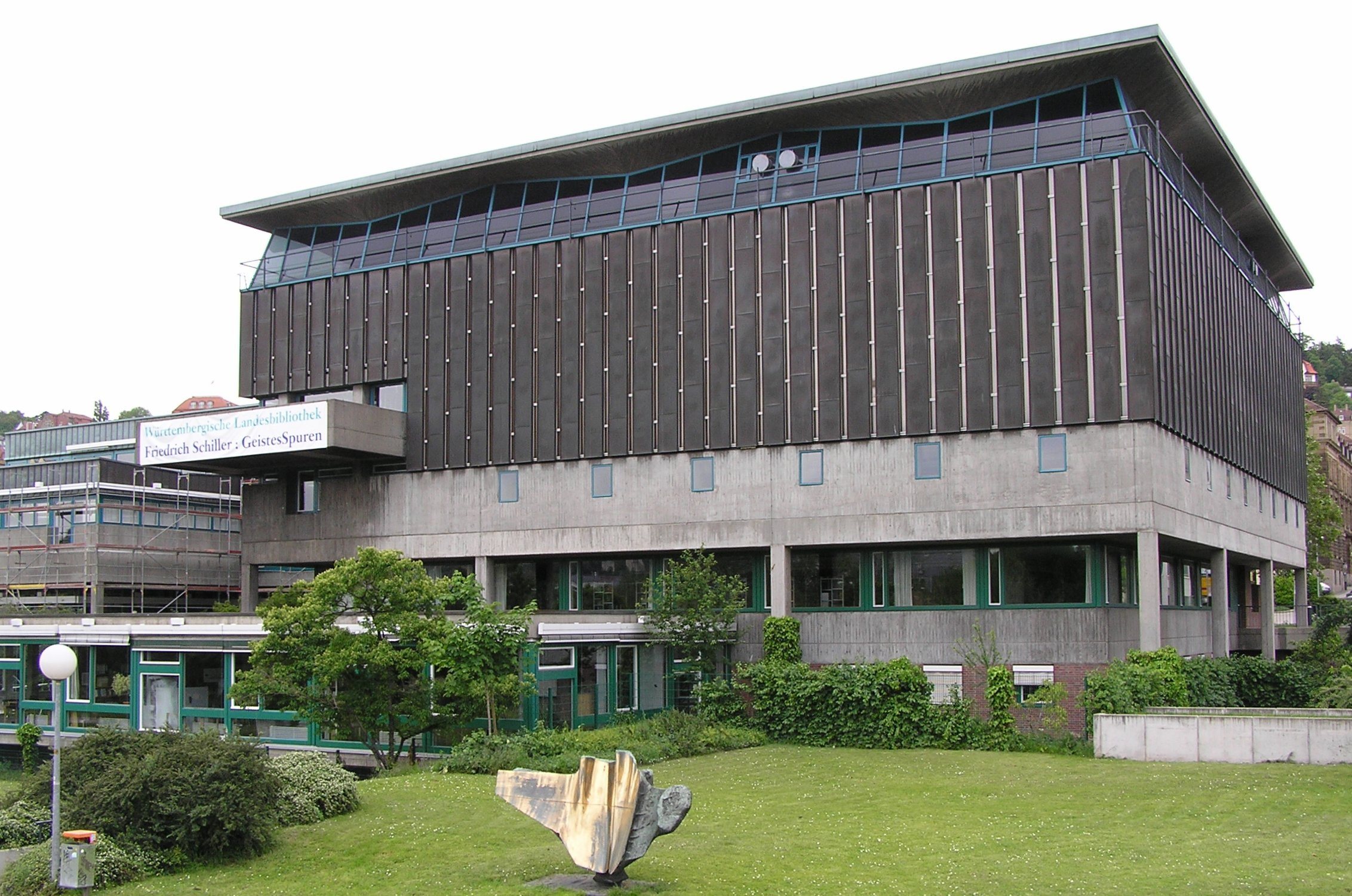
Die Württembergische Landesbibliothek, in deren Räumen die Bibliothek für Zeitgeschichte seit 1951 untergebracht ist

Die Bibliothek für Zeitgeschichte (BfZ) ist eine von mehreren Sondersammlungen der Württembergischen Landesbibliothek in Stuttgart, die als Spezialbibliothek und Forschungseinrichtung für Geschichte und Politik bekannt war. Sammelschwerpunkte sind die Geschichte des Krieges (insbesondere des Ersten und Zweiten Weltkrieges) sowie die Dokumentation von Protest- und Neuen Sozialen Bewegungen in der Bundesrepublik Deutschland.

## Geschichte

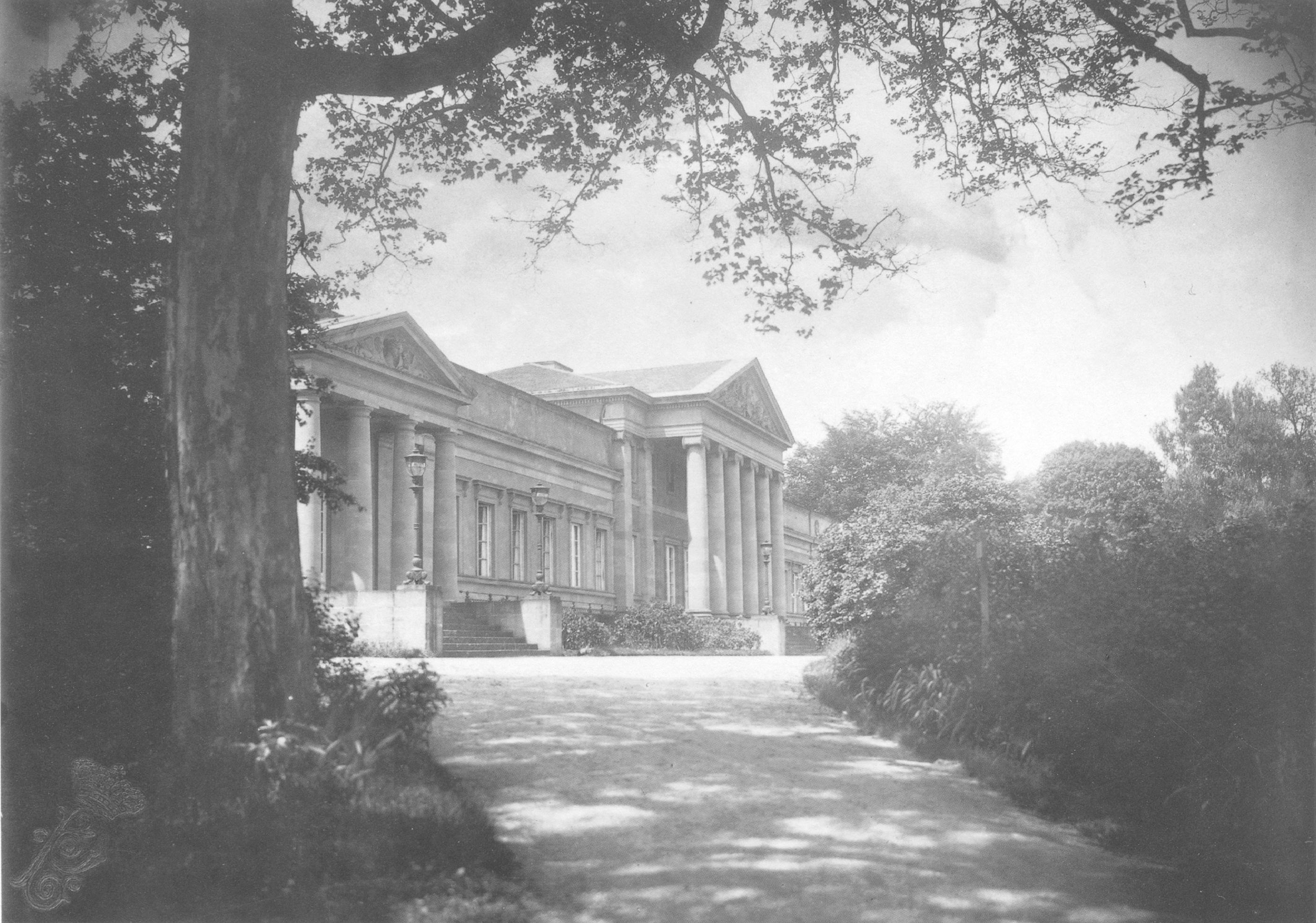
Schloss Rosenstein, Heimat der Weltkriegsbücherei von 1921 bis 1944

Die Bibliothek entstand in der Nachfolge einer 1915 von dem Industriellen Richard Franck in Berlin begründeten Kriegssammlung, die 1921 als Weltkriegsbücherei im Schloss Rosenstein in Stuttgart offiziell eröffnet wurde. Dort konnten zusätzliche Räume bereitgestellt werden, so dass neben der Bibliothek im Mai 1933 auch noch das Weltkriegsmuseum eröffnet wurde. Gezeigt wurden dort vor allem Materialien wie Plakate, Broschüren und Flugblätter aus der eigenen Sammlung. Im September 1944 wurde die Bibliothek bei einem alliierten Luftangriff nahezu völlig zerstört.
Die Umbenennung der ehemaligen Weltkriegsbücherei in Bibliothek für Zeitgeschichte erfolgte 1948. Ab 1951 fand die Bibliothek Arbeits- und Magazinräume in der Württembergischen Landesbibliothek, ab 1952 wickelte die Landesbibliothek den gesamten Ausleihverkehr der BfZ ab. Der Finanzierungsanteil der öffentlichen Hand wuchs beständig an. Dennoch blieb die BfZ bis 1999, eingetragen als privatrechtliche Stiftung, selbständig. Seit 2000 ist sie eine Abteilung der Landesbibliothek.
Der Sammlungsschwerpunkt der Bibliothek liegt auf der Geschichte der Kriege, besonders des Ersten und Zweiten Weltkriegs, sowie der Bürgerkriege, der Geschichte der Genozide und des staatlichen Terrors, der Außen- und Sicherheitspolitik, sowie in der Friedens- und Konfliktforschung. Der Sammlungsbestand umfasst derzeit 380.000 Bände und 415 Zeitschriftenabonnements (Stand Juni 2013).

Der Buch- und Zeitschriftenbestand der BfZ wird ergänzt durch die Sondersammlungen: Die Sammlung Zeit der Weltkriege konzentriert sich auf Dokumente aus den Jahren 1914–1949, darunter u. a. Fotografien, Plakate, Flugblätter und Lebensdokumente (Tagebücher und Briefe von Kriegsteilnehmern der beiden Weltkriege). Das sogenannte Marinearchiv umfasst eine Sammlung von rund 500.000 Fotos von Kriegs- und Handelsschiffen aus aller Welt sowie eine marinegeschichtliche Sammlung mit Seekarten, Konstruktionszeichnungen, Bauplänen und Textdokumenten (Schussmeldungen, Funksprüche, Tagebücher, Manuskripte etc.) und erstellt Dokumentationen zur Seekriegsgeschichte. 

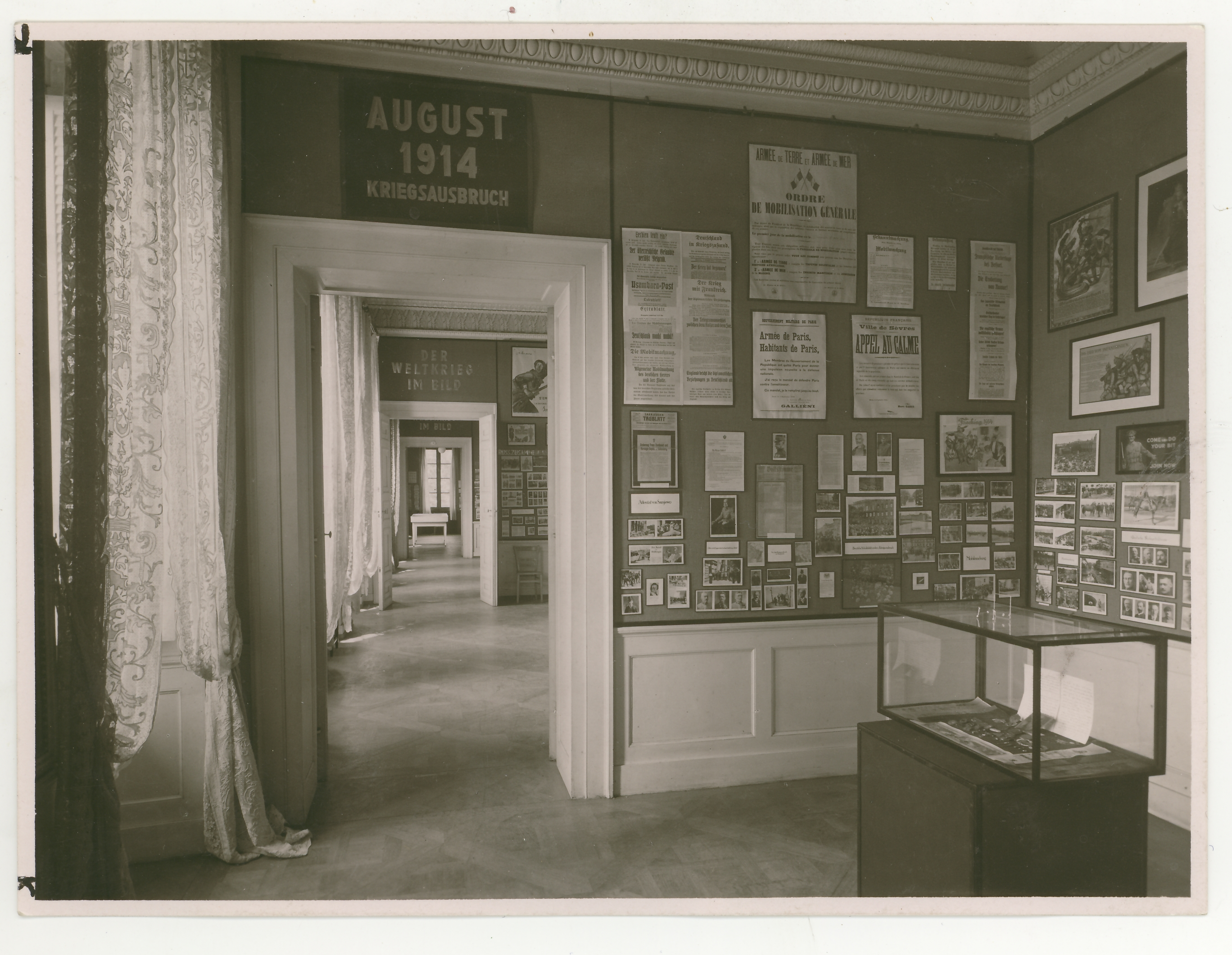
Ausstellungsraum des Weltkriegsmuseums im Schloss Rosenstein (um 1933)

Die Abteilung Neue Soziale Bewegungen (ehemals Dokumentationsstelle für unkonventionelle Literatur, ab 1972) richtet ihren Fokus auf die innerpolitischen Auseinandersetzungen in der Bundesrepublik Deutschland seit den 1960er Jahren (u. a. Studentenbewegung, Friedensbewegung, Anti-Atomkraft-Bewegung). Der Sammlungsbestand umfasst die sogenannte graue Literatur (Zeitschriften, Broschüren, Flugblätter) sowie Plakate und Kleinmaterialien. Im Mai 2023 wurde dieser Bestand aus der BfZ ausgegliedert und bildet seitdem die eigenständige Sammlung Proteste innerhalb der Württembergischen Landesbibliothek.
Ein Digitalisierungsprojekt der BfZ hat den Themenschwerpunkt Erster Weltkrieg. Vorrangig werden Regimentsgeschichten digitalisiert und zur freien Benutzung im Internet bereitgestellt.
Die BfZ hat zahlreiche Publikationen herausgegeben und organisiert eine monatlich stattfindende Vortragsreihe zur Zeitgeschichte. Seit Januar 2020 werden die Vorträge in Kooperation mit der Gerda Henkel Stiftung als Video aufgezeichnet und auf dem Online-Portal L.I.S.A. veröffentlicht. Bis 2008 hatte die BfZ eine eigene Webpräsenz, über die sie als Spezialbibliothek und Forschungseinrichtung für Geschichte und Politik erreichbar war.

## Publikationen der BfZ
- Jahresbibliographie der Bibliothek für Zeitgeschichte / 32.1960 (1961) – 69.1997 (1999); damit Erscheinen eingestellt, ISSN 0081-8992
- Schriften der Bibliothek für Zeitgeschichte / 1.1962 – 28.1990; N.F. 1.1993 – 27.2013; damit Erscheinen eingestellt, DNB 015274403
- Stuttgarter Vorträge zur Zeitgeschichte – Essen: Klartext-Verlag / 1.1993 – 6.2002; damit Erscheinen eingestellt, DNB 020062303
- Imperialismus & Erster Weltkrieg: multimediale CD-ROM für Unterricht, Studium und Erwachsenenbildung / Bibliothek für Zeitgeschichte in der Württembergischen Landesbibliothek / Johannes Gienger. – Simmozheim: Medialesson GmbH: 2005; ISBN 3-9808764-3-8
- Chronology of the War at Sea: 1939–1945 / Jürgen Rohwer ; Gerhard Hümmelchen. – 1. Auflage: London: Allan 1972/74. – 3. revid. Auflage: London: Chatham, 2005, ISBN 1-86176-257-7; Original: Chronik des Seekrieges 1939–1945. Oldenburg: Stalling, 1968; Online Resource: Chronik des Seekrieges 1939–1945. Stark überarbeitete und erweiterte Ausgabe. Stuttgart: WLB, 2007
- Enzyklopädie Erster Weltkrieg / Gerhard Hirschfeld; Gerd Krumeich; Irina Renz. 1. Auflage. Paderborn: Schöningh, 2003. – 3. revid. Auflage: Paderborn : Schöningh, 2009, ISBN 978-3-506-76578-9
- „Das größte Erinnerungswerk unserer alten stolzen Armee“. Digitalisierte Regimentsgeschichten des Ersten Weltkriegs / Christian Westerhoff. Portal Militärgeschichte, 2019.

## Publikationen über die BfZ
- Bibliothek für Zeitgeschichte (Hrsg.): Systematischer Katalog der Bibliothek für Zeitgeschichte, Stuttgart. Mikrofiche-Edition mit Begleitband. Saur, München 2002, ISBN 3-598-33855-4.
- Bibliothèque Nationale et Universitaire de Strasbourg (Hrsg.): In Papiergewittern. 1914–1918, die Kriegssammlungen der Bibliotheken. Begleitband zur Ausstellung "Orages de Papier" in der Bibliothèque Nationale et Universitaire de Strasbourg, der Württembergischen Landesbibliothek Stuttgart und dem Hôtel des Invalides, Paris. Somogy Ed. d'Art, Paris 2008, ISBN 978-2-7572-0225-8.
- Gerhard Hirschfeld, Hildegard Müller: 75 Jahre Bibliothek für Zeitgeschichte, 1915–1990. Hrsg.: Bibliothek für Zeitgeschichte. Stuttgart 1990, DNB 911023259 (Eintrag im Online Computer Library Center: OCLC 721990023).
- Hannsjörg Kowark: Die Bibliothek für Zeitgeschichte. Stationen einer Integration. In: Thomas Bürger, Ekkehard Henschke (Hrsg.): Bibliotheken führen und entwickeln. Saur, München 2002, ISBN 3-598-11616-0, S. 158–167.
- Jürgen Rohwer: 50 Jahre Bibliothek für Zeitgeschichte Weltkriegsbücherei Stuttgart ; 1915 – 1965. Hrsg.: Bibliothek für Zeitgeschichte. Bernard & Graefe, Frankfurt a. M. 1965, OCLC 1072707442 (Eintrag in der Deutschen Nationalbibliothek: DNB 911023259).
- Christian Westerhoff (Hrsg.): 100 Jahre Bibliothek für Zeitgeschichte, 1915–2015. Württembergische Landesbibliothek, Stuttgart 2015, ISBN 978-3-88282-080-5.
- Christian Westerhoff: Eine "Sammel- und Pflegestätte nationaler Geschichtsforschung". Die Weltkriegsbücherei in Stuttgart in der Weimarer Republik und im Dritten Reich. In: Zeitschrift für Württembergische Landesgeschichte. Band 76, 2017, ISSN 0044-3786, S. 331–359, urn:nbn:de:bsz:boa-135311.
- Christian Westerhoff: "Wohin mit unseren Schätzen"? Die Übersiedlung der heutigen Bibliothek für Zeitgeschichte nach Stuttgart vor 100 Jahren, in: Zeitschrift für Württembergische Landesgeschichte, 81.2022, S. 291–307.